# Jürgen Starnick
Jürgen Starnick (* 1. Dezember 1937 in Zwickau) ist ein deutscher Chemiker und ehemaliger Politiker.

## Leben
Starnick ging nach seinem Studium der Chemie an die TU Berlin, an der er  promoviert und habilitiert wurde. 1972 übernahm er eine Professur für Technische Chemie in der TU Berlin. 1979 bis 1985 war Jürgen Starnick ihr Präsident. Als solcher war er von 1984 bis 1986 als Vizepräsident der Westdeutschen Rektorenkonferenz tätig.
1986 wurde er von Berlins Regierenden Bürgermeister Diepgen zum Senator für Stadtentwicklung und Umweltschutz in den Senat berufen. Nach Diepgens Wahlniederlage am 29. Januar 1989 schied Starnick aus dem Amt und widmete sich zunächst wieder der Wissenschaft, wurde aber bereits 1990 für die FDP in den Bundestag gewählt.
1994 verfehlte er den Wiedereinzug ins Parlament, war aber während der 13. Wahlperiode des Bundestages von 1994 bis 1998 sachverständiges Mitglied der Enquête-Kommission „Schutz des Menschen und der Umwelt“ des Deutschen Bundestags. Seither ist er wieder ausschließlich als Wissenschaftler tätig.

## Auszeichnungen
- 2004: Bundesverdienstkreuz (I. Klasse)

| Personendaten    | Personendaten                               |
| ---------------- | ------------------------------------------- |
| NAME             | Starnick, Jürgen                            |
| KURZBESCHREIBUNG | deutscher Chemiker und Politiker (FDP), MdB |
| GEBURTSDATUM     | 1. Dezember 1937                            |
| GEBURTSORT       | Zwickau                                     |